# Vétheuil no nevoeiro
Vétheuil dans le brouillard, na tradução portuguesa Vétheuil no nevoeiro, é uma pintura do impressionista francês Claude Monet. Realizada a óleo sobre tela em 1879, consta na colecção do Museu Marmottan.

## História
Pintado no mesmo ano em que faleceu Camille Doncieux, nome de solteira da primeira esposa de Monet e musa do impressionismo, facto que teve relevância na concepção das pinturas desta época, o quadro representa a povoação de Vétheuil, onde a família Monet se havia instalado nas margens do Sena, pouco antes de tudo isto se suceder.
Esta pintura é muito representativa do período de vida atribulado pelo qual passava o artista: estava falido, a mulher adoeceu e faleceu, deixando-lhe os filhos para criar, niguém se interessava pelo seu trabalho e o dinheiro que mal o sustentava provinha de amigos como Manet ou Durand-Ruel. A vila aparece como uma miragem na bruma matinal, uma imagem que parece esfumar-se, desaparecer entre o nevoeiro. A tela parece vazia, tal como se sentia Monet.
A tela foi comprada pelo barítono reputado da Ópera de Paris, Jean-Baptiste Faure, que lha devolveu pouco depois. Apesar da tela lhe agradar bastante, os amigos do cantor não paravam de zombar dele, dizendo-lhe que a tela estava vazia. Monet guardaria a pintura até ao fim da sua vida.

## Descrição
O exercício tonal é pouco variável, entre o azul e uns resquícios de verde, e o jogo lumínico é sumptuoso, criando uma atmosfera de um grande equilíbrio, que contrasta com o período da vida do artista. Se comparada com Eglise de Vétheuil, pouco tempo antes pintada, é notável um auto-controlo que não é visível na pintura supra-referida, cujos traços parecem quase descontrolados.
Monet entrara numa fase de profunda e dura reflexão e questionamente das suas próprias vivências, e este quadro reflete uma maturidade inequívoca e uma reflexão sobre a sua obra e sobre o sentido do mundo que o rodeava. Esta tela significa, ainda assim, um largo passo para o modernismo.